# Uchuraccay
Uchuraccay (pronunciado /uchurajái/, en quechua: Uchuraqay) es un centro poblado peruano del distrito homónimo, ubicado en la provincia de Huanta, al norte del departamento de Ayacucho. El pueblo está situado entre 3900 a 4010 m s. n. m. en la región de puna.   

## Historia

#### Guerra de Iquicha (1825-1828)
Durante los inicios de la República peruana, un grupo de indígenas de las punas de Huanta no aceptaron someterse al nuevo régimen, y comandados por Antonio Huachaca protagonizaron 3 fallidas rebeliones. Uchuraccay fue el principal "fuerte" de los rebeldes, donde se refugiaban y planeaban sus operaciones militares. Fue conocido como el "Palacio de Huachaca". En dicho contexto, el 25 de marzo de 1828 se produjo el Combate de Uchuraccay, en el que las fuerzas republicanas triunfaron sobre los rebeldes e incendiaron los principales edificios.

#### Reforma agraria en Uchuraccay
En 1918, pasa a ser parte del distrito de Santillana, provincia de Huanta. La división administrativa de Uchuraccay ha cambiado varias veces en su historia. Pertenecía a una sola hacienda, pero debido a los matrimonios ocurridos dentro de la familia dueña, fue dividida en dos haciendas. La hacienda a cargo de Teresa Urbina de Santa Cruz fue expropiada en 1972 por la reforma agraria, y la población solicitó convertirse en comunidad campesina, con un presidente elegido por elección comunal. La otra prefirió seguir perteneciendo al hacendado José Arguedas y organizada por el varayoq.

#### Pacificación Nacional (1980-1984)
El censo del año 1981 dio como resultado 470 habitantes, de los cuales el 30% sabía leer y escribir. Se consideraba que había una sola familia de religión evangélica. Existía una escuela primaria multinivel hasta tercer o cuarto grado con 40 a 50 alumnos. También, había dos tiendas para consumo de productos envasados, medicamentos y telas. Según las investigaciones del antropólogo Del Pino, muchas familias tenían tocadiscos, escuchaban huaylas de Huancayo, se dedicaban al comercio interprovincial y trabajaban temporalmente en la selva de Ayacucho. Es decir, era parte del circuito económico regional. El poblado estaba dividido en pagos, dispersos en el territorio, que eran Wachwasaqa, Uchuraccaypata, Huantaqasa, Tikllaqocha y Wachubamba.
En 1980, el grupo terrorista Sendero Luminoso inicio su "lucha armada", por lo que Uchuraccay sufrió de cerca la actividad de este grupo subversivo. El presidente Belaúnde declaró estado de emergencia en Ayacucho, por lo que la Marina de Guerra instaló una base militar en Huanta desde diciembre de 1982 y llegó a Uchuraccay en helicóptero. Así, se le sumó el abuso de las fuerzas del gobierno.

#### Masacres de Uchuraccay (1983)
El 26 de enero del 1983, diez peruanos, entre ellos ocho periodistas, fueron asesinados cerca de este pueblo por los campesinos locales al confundirlos con "terroristas", lo que fue investigado por una comisión presidencial encabezada por Mario Vargas Llosa para encontrar los hechos del caso. Miembros de la comunidad de Uchuraccay fueron llevados a juicio por los asesinatos. Meses después, en el mismo año, se produjeron nuevas masacres por parte de Sendero Luminoso durante las fiestas del Día del Espíritu Santo (Fiesta de la Cruz) en mayo y la fiesta del Carmen en julio. El pueblo tuvo que ser abandonado en 1984 debido al acoso de los dos bandos, de Sendero Luminoso y de los militares de la Marina de Guerra. Se refugiaron en la selva del río Apurímac, de Tambo, Challhuamayo y Qano, en las comunidades andinas cercanas Chaca, Pampalca, Huaychao y Carhuahurán, y en las ciudades de Huanta, Ica, Huamanga y Lima.

#### Repoblamiento de Uchuraccay (1993)
Bajo la promesa de apoyo del gobierno de Fujimori, algunos dirigentes desplazados plantearon retornar el 20 de junio de 1993, desde la base militar de Castropampa, en la ciudad de Huanta. Sin embargo, nadie se presentó. Luego, el 10 de octubre de 1993, retornó un grupo de 26 familias, de las 86 inicialmente registradas, apoyadas por el PAR (Programa de Apoyo al Repoblamiento y Desarrollo de Zonas de Emergencia). El 40% de la población se reconocía evangélica. Fue la primera comunidad de la zona en retornar. Para el año 1994, vivían 90 familias comuneras. Es así que es reconocido como centro poblado en enero de 1994. Desde esa fecha, se celebra cada 10 de octubre como el Día del Retorno, la fiesta más importante de la comunidad.

#### SigloXXI(2000-actualidad)
Con la Ley № 30221 del 11 de julio de 2014, se reconoce al centro poblado con el título honorífico de Capital Histórica del Heroísmo Campesino y del Periodismo Nacional. Pertenece, desde la promulgación de dicha ley, al distrito de Uchuraccay.